# Saint-Germain-sur-Sarthe
Saint-Germain-sur-Sarthe è un comune francese di 5460 abitanti situato nel dipartimento della Sarthe nella regione dei Paesi della Loira.

## Società

### Evoluzione demografica
Abitanti censiti